# Trzyciąż (gmina)
Pour la localité, voir Trzyciąż.
Trzyciąż est une gmina rurale du powiat de Olkusz, Petite-Pologne, dans le sud de la Pologne. Son siège est le village de Trzyciąż, qui se situe environ 15 km à l'est d'Olkusz et 31 km au nord-ouest de la capitale régionale Cracovie.
La gmina couvre une superficie de 96,56 km2 pour une population de 7 131 habitants.

## Géographie
La gmina inclut les villages de Glanów, Imbramowice, Jangrot, Małyszyce, Michałówka, Milonki, Podchybie, Porąbka, Ściborzyce, Sucha, Trzyciąż, Zadroże et Zagórowa.
La gmina borde les gminy de Gołcza, Olkusz, Skała, Sułoszowa et Wolbrom.